# Callichimaera perplexa
Callichimaera perplexa («Прекрасна химера, що спантеличує») — єдиний вид крабів викопного роду Callichimaera родини Callichimaeridae («Прекрасні химери») секції Callichimaeroida. Мешкав у крейдовому періоді (95—90 млн років тому). Є важливою ланкою в еволюції крабів.

## Опис
Загальна довжина сягала до 1,6 см, мали 1 см завширшки. Для цього краба характерен виражений статевий диморфізм. Також дослідники відзначають у Callichimaera perplexa гетерохронію, зберігаючи деякі риси личинок у дорослій стадії. Були величезні кулясті очі. тонкий ріт і 2 невеликі «антени» Був набілений лопатеподібними кінцівками, добре пристосованими для плавання. останні мали схожить з кінцівками морських скорпіонів (250 млн років тому).

## Спосіб життя
Волів до тропічного середовища. На думку дослідники з огляду на будову значну частину життя пересувалися вплав на відміну сучасних крабів, що рухаються насаперед морським дном.

## Розповсюдження
Рештки виявлено в Колумбії.